# Ponana sandersi
Ponana sandersi är en insektsart som beskrevs av Delong 1977. Ponana sandersi ingår i släktet Ponana och familjen dvärgstritar. Inga underarter finns listade i Catalogue of Life.